# Brave (Sara Bareilles)
Brave è una canzone della cantautrice statunitense Sara Bareilles, pubblicata nell'aprile 2013 come singolo estratto dal suo quarto album, The Blessed Unrest.
Scritto dalla stessa Bareilles in collaborazione Jack Antonoff, membro dei Fun., il brano ha ricevuto una nomination ai Grammy Awards 2014 nella categoria miglior interpretazione pop solista.

## Controversia
Molti critici e fan hanno sottolineato la somiglianza di questa canzone con Roar, singolo di Katy Perry uscito il 10 agosto 2013, quindi dopo Brave. I due brani hanno lo stesso coproduttore e coautore, ossia Dr. Luke.
Dopo tre settimane l'uscita di Roar, la Bareilles rilascia un'intervista ad ABC News Radio: «Katy è una mia amica e ci conosciamo da tanto tempo, lei mi ha persino mandato un messaggio a proposito di questo e siamo andate avanti. La cosa che mi dispiace è che quello che è successo è diventato un dramma. Sta dando una visione negativa su due artiste che hanno scelto di condividere messaggi positivi. Se io non mi sono arrabbiata, non so perché altri siano turbati. Io penso che dovremmo rilassarci, celebriamo il fatto che noi possiamo andare là fuori e incoraggiare le persone a sentirsi più forti e potenti».

## Tracce
Download digitale
1. Brave – 3:39 (Sara Bareilles, Jack Antonoff)

## Classifiche
| Classifiche (2013–14) | Posizione massima |
| --------------------- | ----------------- |
| Stati Uniti           | 23                |